# Pobiranovići
Pobiranovići je naseljeno mjesto u općini Foči-Ustikolini, Federacija BiH, BiH. U susjedstvu su Rodijelj, Lokve i Marevo.
Godine 1962. pripojeni su naselju Rodijelju  (Sl. list NRBiH 47/62).

## Stanovništvo
| Narod     | Popis 1961. |
| --------- | ----------- |
| Hrvati    |             |
| Muslimani | 110         |
| Srbi      |             |
| ostali    |             |
| Ukupno    | 110         |